# Zabel Jesajan
Zabel Jesajan, (orm. Զապէլ Եսայեան, ur. 4 lutego 1878 w Üsküdar, ob. dzielnica  Stambułu, zm. w 1943 na Syberii) – ormiańska pisarka, poetka, tłumaczka i profesor literatury na Państwowym Uniwersytecie w Erywaniu.
Urodziła się w czasie wojny rosyjsko-tureckiej jako Zabel Howhannisjan, córka Mygyrdicza. Ukończyła prywatną szkołę Świętego Krzyża. W 1895 roku ojciec zaniepokojony pogromami intelektualistów wysłał ją do Paryża, gdzie studiowała literaturę i filozofię. Zainspirowana romantyzmem i ożywieniem literatury ormiańskiej zaczęła pisać. Swój pierwszy wiersz prozą „Jerk ar kiszer” opublikowała w 1895 w piśmie Dzaghig („Kwiat”). Pisała nowele, literackie eseje, artykuły, publikowała tłumaczenia zarówno na francuski, jak i ormiański w takich pismach, jak Mercure de France, Masis, Anahid i Arewelian Mamul.
W Paryżu poznała malarza z Konstantynopola Dikrana Jesajana. Pobrali się w 1900 roku. Urodziło im się dwoje dzieci Sophie (ur. 1901) i Hrant (ur. 1910).
Po rewolucji młodoturków w 1908 roku wróciła do Konstantynopola. W 1909 roku pojechała do Cylicji i opublikowała serię artykułów o masakrze w Adanie. Los Ormian w Cylicji jest również tematem jej książki Aweragneru mecz, powieści Anedzky i zbioru opowiadań Nor harsy wydanych w 1911 w Stambule.
Była jedyną kobietą na liście ormiańskich intelektualistów przeznaczonych do aresztowania i deportacji 24 sierpnia 1915 roku przez młodoturków. Udało jej się uniknąć aresztowania i uciec do Bułgarii, a następnie na Kaukaz, gdzie pracowała z uchodźcami, dokumentując ich naoczne świadectwa ludobójstwa Ormian. W 1918 roku pomagała na Środkowym Wschodzie uchodźcom i sierotom. Z tego okresu pochodzą nowele Werczin pażak i Hokis aksorial (1919). Wspierała radziecką Armenię, czemu dała wyraz w powieści Nahanczogh użer (1923). Odwiedziła Armenię w 1926 roku i wkrótce opublikowała swoje wrażenia w Prometeos azadakruadz (Marsylia, 1928).
W 1933 roku zdecydowała się osiedlić w Armeńskiej SRR wraz z dziećmi. W 1934 roku wzięła udział w pierwszym zjeździe Związku Pisarzy ZSRR w Moskwie. Mieszkając w Erywaniu, zaczęła wykładać literaturę francuską i ormiańską na Państwowym Uniwersytecie w Erywaniu i kontynuowała pisanie. Z tego okresu pochodzi nowela Gyrage szabig (Erywań, 1934) i powieść autobiograficzna Silihdari bardeznery (Erywań, 1935).
W okresie Wielkiego Terroru w ZSRR została oskarżona o nacjonalizm i aresztowana w 1937 roku. Zmarła najprawdopodobniej na Syberii w 1943 roku.